# Goderich (Ontario)
Pour les articles homonymes, voir Goderich.
Goderich est une municipalité de la province canadienne de l'Ontario et le chef-lieu du comté de Huron. Elle fut fondée par William Tiger Dunlop en 1827 et nommée en l'honneur de Frederick John Robinson, premier Vicomte de Goderich, qui était le premier ministre britannique à l'époque,. Le premier édifice date de 1828 et la ville fut officiellement incorporée en 1850.
Située sur les rives du lac Huron, Goderich est souvent représentée au coucher du soleil. La reine Victoria déclara que c'était la « plus belle petite ville du Canada », ayant vu des photographies de la ville et des environs. La population compte près 8 000 personnes et la ville couvre 7,91 km2. L'économie dépend en grande partie du tourisme et de la mine de sel de la compagnie Sifto.

## Tornade
Le 21 août 2011, une violente tornade a dévasté une partie de la ville dont son centre-ville historique. De force F3, la tornade a débuté comme une trombe marine sur le lac Huron, puis a tracé un corridor de dommages de 19,5 km de longueur entre la rive du lac et Londesborough, traversant le centre-ville historique de Goderich. La tornade fit une victime et 37 blessés, en plus de dommages matériels importants. Ce fut la première tornade F3 à frapper l’Ontario depuis 1996,.
|  |  |

## Lieux patrimoniaux
- Gare de Goderich (CPR)
- Gare de Goderich (Grand Tronc)

## Communautés
- Holmesville

## Personnalités liées
- Daniel Lizars (1793-1875), graveur, cartographe et éditeur écossais, mort à Goderich.
- Lorna deBlicquy (1931-2009), née près de Goderich, aviatrice, pionnière de l'aviation.

## Démographie
| 2001  | 2006  | 2011  | 2016  |
| ----- | ----- | ----- | ----- |
| 7 604 | 7 563 | 7 526 | 7 628 |